# J'ai oublié de l'oublier
Clip vidéo
[vidéo] « Eddy Mitchell - J'ai oublié de l'oublier (1966) », sur YouTube
[vidéo] « Eddy Mitchell - J’ai oublié de l’oublier (Live Zénith de Lille 2000) », sur YouTube
J'ai oublié de l'oublier est une chanson blues rock d'Eddy Mitchell, single extrait de son album Seul de 1966, un des grands succès de sa carrière.

## Histoire
Alors qu'il est le pianiste attitré d'Eddy Mitchell depuis deux ans, Pierre Papadiamandis lui compose cette chanson d'amour blues rock,. Eddy Mitchell en écrit les paroles sur le thème « des souvenirs nostalgiques d'un amour passé, mort à tout jamais, qu'il ne veut pas oublier ». « J'ai oublié de l'oublier, moi qui ne voulais plus l'aimer, cet amour que l'orgueil a tué, j'ai oublié de l'oublier, mais j'ai voulu me prouver, qu'il m'était impossible d'aimer... ». Ce succès marque le début de leur longue et fidèle collaboration prolifique de plus de 50 ans de carrière, avec plus de 200 titres et nombreux succès,,. 
Eddy Mitchell l'enregistre avec sa voix de crooner blues rock au studio Pye Records de Londres avec les musiciens studio du London All Star.

## Reprises
Des variantes d'arrangements et d'orchestrations de ce titre sont réenregistrés sur divers albums live et compilations de la carrière d'Eddy Mitchell, dont :
- 1995 : Tout Eddy
- 2001 : Live 2000
- 2011 : Ma dernière séance
- 2014 : Les Vieilles Canailles (compilation)
- 2017 : La Même Tribu, volume 1, avec Julien Clerc